# Persona 3
Persona 3 (ペルソナ3) é o quarto episódio da série de RPGs Persona, spin-off de Megami Tensei. Foi produzido e publicado pela Atlus, e lançado no Japão em 13 de Julho de 2006, para PlayStation 2. Uma edição expandida do jogo, Persona 3 FES, foi lançada em 19 de Abril de 2007.
Uma edição para PSP, intitulada Persona 3 Portable foi lançada em 1 de Novembro de 2009 no Japão, 6 de Julho de 2010 na América do Norte e em 28 de Abril de 2011 na Europa, este lançamento incluiu a possibilidade de se jogar com uma protagonista feminina, e trouxe pequenas mudanças de jogabilidade, além de novas músicas e interface. Posteriormente a versão Portable foi relançada para Playstation 4, Xbox One, Nintendo Switch e Microsoft Windows em 19 de Janeiro de 2023.
Um remake intitulado Persona 3 Reload foi lançado em 2024, com algumas modificações em relação as versões anteriores, como a remoção do epílogo do FES, porém mantendo o enredo do jogo intacto, além da protagonista feminina, implementada na edição de PSP. De acordo com o produtor Ryota Niitsuma em entrevista ao site IGN, ele disse que o estúdio quer "trabalhar na recriação genuína da experiência de Persona 3". O Remake foi recebido positivamente pela crítica especializada e público geral. Uma expansão posterior, intitulada Episode Aigis - The Answer foi lançado em Setembro do mesmo ano, trazendo consigo o epílogo de Aigis e Metis. Essa expansão foi recebida positivamente pela crítica especializada, que elogiaram a trilha sonora e história, mas criticaram sua gameplay muito mais tediosa que o jogo padrão. Já por parte do público, sua recepção foi bem menos calorosa, com muitas críticas ao seu preço e mudanças na história em comparação à versão original em Persona 3 FES.
Persona 3 conta a história de estudantes colegiais que, utilizando de suas Personas - manifestações físicas da personalidade do indivíduo - passam a combater o surto da "Síndrome da Apatia" causada pelo surgimento das Shadows - criaturas que habitam a "Tartarus" durante a Dark Hour que foram libertadas após um experimento fracassado da Kijiro Corporation.
Durante o dia, a missão do protagonista é fazer amizades, ampliar seu círculo social e aumentando seus skills de inteligência, coragem e charme. Fazendo deveres comuns da vida real, enquanto a noite luta numa torre que surge no lugar da sua escola, em um horário chamado Dark Hour ou Hidden Hour, onde pessoas comuns se transformam em caixões, e apenas certas pessoas podem vivenciar essa "Hora" que ocorre no período entre 23:59 e 00:00.

## Enredo
A história de Persona 3 realiza-se em uma cidade japonesa moderna, construída e financiada pela Kirijo Corporation. Devido aos acontecimentos ocorridos no passado, há uma "Dark Hour": um período de tempo que existe entre a meia-noite e o próximo dia que só poucas pessoas podem ver; aqueles que não estão conscientes se encontram congelados em caixões. A Dark Hour traz a curva da realidade; a Gekkoukan High School, onde a maioria dos personagens frequentam a escola durante o dia, à noite se torna um enorme torre com labirintos  chamada "Tartarus", que possui bestas chamadas Shadows que estão à vagar e proteger certas áreas, às que se encontram fora do Tartarus, predam sobre as mentes das pessoas ainda consciente durante esse tempo, deixando as vítimas em estado quase catatônico fora da Dark Hour. Para saber mais sobre estes aspectos, um grupo denominado "Specialized Extracurricular Execution Squad" (SEES), foi criado, com o objetivo de lutar. Os membros da SEES tem consciência da Dark Hour e possuem a capacidade de invocar uma Persona para auxiliá-los na batalha contra as Shadows. Para chamar sua Persona, cada membro utiliza uma arma de fogo; um objeto chamado "Evoker" em sua cabeça, que não provoca danos físicos, mas significativo estresse emocional para levar adiante a convocação da sua Persona.
Em Persona 3 FES a história, "The Answer", ocorre após as condições que criaram na Dark Hour deixarem de existir, os estudantes da SEES sofrendo com a perda de mais um amigo recentemente, seu ex-líder, descobrem o Abismo do Tempo, um labirinto debaixo do seu dormitório, que se torna o centro exploração da equipe. Neste capítulo "extra" do jogo eles vão em busca de seus verdadeiros medos e sentimentos, buscando a resposta pela morte inesperada do Protagonista.

## Jogabilidade
Persona 3 combina elementos normais de um RPG tradicional e dating sims. O jogo se passa no decurso de um ano letivo japonês. Cada dia é dividido em vários períodos, tais como "Manhã", "Tarde" e "Noite", com o personagem principal indo para a escola e, em seguida, participam de atividades selecionadas durante o seu tempo livre. O jogador pode optar por usar o tempo livre para fazer várias atividades como comprar equipamentos e itens em lojas, conversar com outros personagens não jogáveis, ou gastar o resto do tempo livre para a construção de ligação social ou para melhorar os atributos do personagem principal, sendo eles: coragem, inteligência e charme. Para aumentá-los, o jogador deverá ir a certos lugares e realizar diferentes atividades dependendo do atributo a ser aumentado; por exemplo, para aumentar sua inteligência, o jogador poderá tanto estudar na biblioteca de tarde quanto estudar de noite em seu quarto. Assim, o jogador tem de gerir as atividades de relações sociais ou melhorar de forma para criar o personagem principal, para a exploração do Tartarus. Alguns acontecimentos no jogo irão ocorrer no dia prescrito; Os "chefões" do game chamados de Major Sombras aparecerão durante a lua cheia, haverá testes e exames finais na escola, e férias escolares, assim o jogador terá mais tempo para trabalhar em outras atividades.
À noite, o jogador pode optar por entrar no Tartarus, ou permitir que o personagem pare para descansar e recuperar. O Tártarus é uma torre com 263 andares que o jogador deve eventualmente subir até o final do jogo. Tartarus está dividido em vários "blocos", e vários blocos estão inacessíveis até o Major Sombras serem derrotados em cada lua cheia, limitando assim o progresso através da torre.
Para lutar no Tartarus, o jogador usará diferentes personas, cada uma com habilidades e fraquezas diferentes. Existem dois métodos para adquirir novas personas: elas poderão ser ganhas em eventos aleatórios após lutas, por meio de um sorteio de cartas, ou poderão ser fundidas na Velvet Room, uma sala que também serve para gravar suas personas e aceitar missões extras por recompensas. Quando se fundem duas personas, dependendo do nível de relacionamento que existe entre o jogador e outros personagens do jogo que podem ter vínculos sociais, elas podem avançar de nível e ganhar novas habilidades. Por isto é importante construir várias ligações sociais durante o jogo, para deixar suas personas mais fortes assim que as fundir.

## Personagens
- Protagonista

Nome: O nome do personagem deve ser escolhido no início do jogo (no mangá e no manual do P3 FES é nomeado Minato Arisato e no filme é nomeado Makoto Yuki)
Primeira Aparição: Persona 3
Armas: Todas exceto Armas de Fogo e Facas.
Voz (Japonês): Akira Ishida
Voz (Inglês): Yuri Lowenthal
Personas: Orpheus (The Fool Arcana); Thanatos (The Death Arcana); Messiah (The Judgement Arcana)
É o único Persona-User que possui a habilidade de utilizar vários Personas diferentes durante as batalhas (Embora os oficiais já estejam listados acima), através do poder da Wild Card.
O protagonista viveu em diversos lugares quando criança, além de ter perdido seus pais em um acidente de carro 10 anos antes da o momento atual do jogo.
É convidado pelo grupo Kirijo a estudar em Gekkoukan High School e assim que confirmam que ele também possui o "potencial" decidem mantê-lo por perto até o momento em que ele se torne um Persona-User.
Assim que chega no Dormitório, ele que naquele momento estava presenciando a Dark Hour também, é recebido por um garoto vestindo um pijama listrado, que lhe entrega um contrato na qual ele aceitaria aquilo que lhe fosse destinado, e que seria responsável por todas suas ações.
Já nos primeiros dias do jogo, enquanto dormia durante a Dark Hour, uma Shadow mais poderosa perseguiu Akihiko até o Dormitório de onde estavam, Mitsuru então pede a Yukari que o acorde e assim possam escapar pelos fundos enquanto ela e Akihiko lutam contra a Shadow.
Yukari o acorda e assim os dois tentam escapar por trás do Dormitório, mas outras Shadows os haviam encurralado, sem opções, eles decidem correr para o térreo do Dormitório e assim se protegerem ali.
Entretanto as Shadows conseguem alcançá-los, e assim sem outra solução Yukari tenta lutar contra elas mesmo sem experiência nenhuma, o que a faz com que falhe em chamar a sua Persona. Então, ouvindo a voz do garoto que lhe entregou o contrato, pega o Evoker de Yukari e assim consegue trazer a sua Persona para fora.
Mais tarde Mitsuru e os outros pedem para que ele se junte a eles e passe a combater as Shadows e a explorar a Dark Hour.
- Yukari Takeba

Primeira Aparição: Persona 3
Armas: Arco e Flecha
Voz (Japonês): Megumi Toyoguchi
Voz (Inglês): Michelle Ruff
Arcana: Lovers Arcana
Personas: Io (The Lovers Arcana); Isis (The Lovers Arcana)
Entrou para o SEES pouco tempo antes da chegada do Protagonista, mas mesmo assim ainda tinha dificuldades para utilizar seu Evoker.
Takeba é uma aluna de Gekkoukan High School assim como a maioria dos membros do SEES, sendo bastante popular na escola devido a sua disposição e boa aparência, embora não deixando ninguém se aproximar muito de sua vida.
Yukari se juntou aos SEES assim que descobriu ser uma Persona-User, buscando a possibilidade de investigar sobre a Dark Hour e sobre a morte de seu pai, que trabalhou como cientista para o grupo Kirijo.
O pai de Takeba trabalhava para o Grupo Kijiro durante as pesquisas sobre as sombras. Ele foi contra a ideia da queda (um dos acontecimentos importantes do game), uma postura que o levou a ser morto pelo avô de Mitsuru. Após essa descoberta, Takeba se sente irritada e se isola do grupo e isso gera alguns problemas. Após um tempo, Takeba conseguiu se acertar com Mitsuru e então consegue perceber os defeitos em si mesma resultando na evolução de sua Persona Io que se torna Isis.
- Junpei Iori

Primeira Aparição: Persona 3
Armas: Espadas
Voz (Japonês): Kōsuke Torium
Voz (Inglês): Vic Mignogna
Arcama: Magician Arcana
Personas: Hermes (The Magician); Trismegistus (The Magician Arcana)
Jumpei Iori se torna melhor amigo do Protagonista do jogo, mesmo que em algumas vezes se sentiu inferior ao lado dele. Jumpei também se sente inseguro e por isso na maioria das vezes o disfarça com um bom humor e piadas.
Aluno de Gekkoukan High School, Iori é um Junior assim como Yukari Takeba. Acabou por se juntar aos SEES pouco tempo depois da entrada do Protagonista, em uma noite foi encontrado por Akihiko Sanada chorando assustado dentro de uma loja de conveniência por presenciar a Dark Hour.
Assim que descobre da existência de sua Persona, Akihiko o convence a se juntar aos SEES.
Junpei acaba se apaixonando por Chidori Yoshino, devido Chidori ser um dos membros da Strega e Junpei um dos membros da SEES, o romance acaba gerando grandes conflitos fazendo com que Takaya desse um tiro mortal em Junpei. Chidori se sente culpada e sacrifica sua vida e seu persona para salvar Junpei, depois disso ele se torna mais concentrado em seu trabalho de exterminar as sombras permitindo que Hermes se transforme em Trismegistus
- Mitsuru Kirijo

Primeira Aparição: Persona 3
Armas: Sabres
Voz (Japonês): Rie Tanaka
Voz (Inglês): Tara Platt
Arcana
Personas: Penthesilea (The Empress Arcana); Artemisia (The Empress Arcana)
Líder inicial dos SEES e uma dos primeiros membros do grupo, Mitsuru é filha de Takeharu Kirijo, dono do Grupo Kirijo, que além de realizar pesquisas sobre as Shadows, são os fundadores de Gekkoukan Hight School (Além é claro de serem donos de diversos outros lugares).
Mitsuru foi a primeira dos SEES a desenvolver a sua Persona com a ajuda de seu pai, sendo ainda uma pequena criança. Durante a exploração de Tartarus com os outros personagens, ela irá promover assistência para o grupo, logo após outro Persona-User que possui a mesma habilidade que ela (Até maior) entra para o SEES, ela deixa a linha de suporte e passa a auxiliar o Protagonista durante a exploração de campo sobre a torre.
Aos poucos é revelado que Mitsuru e os primeiros membros dos SEES tiveram alguns problemas no passado, o que resultou na saída de um deles.
- Akihiko Sanada

Primeira Aparição: Persona 3
Armas: Luvas (Boxe) / Soco Inglês
Voz (Japonês): Hikaru Midorikawa
Voz (Inglês): Liam O'Brien
Personas: Polydeuces (The Emperor Arcana); Caesar (The Emperor Arcana)
Assim como Mitsuru, Akihiko foi um dos membros iniciais do SEES.
Akihiko se tornou orfão ainda muito novo, e cresceu em um orfanato junto com sua irmã mais nova Miki e seu amigo de infância Shinjiro Aragaki. Mais tarde viria a ocorrer um incêndio na qual acabou por matar sua irmã, o que o fez se sentir fraco por não conseguir proteger aqueles que amava, sendo assim acabou por decidir se tornar forte o suficiente, acabou então por se juntar ao time de boxe de Gekkoukan High School e em pouco tempo se tornar líder do time.
Mitsuru então ao perceber que além de suas habilidades ele também desenvolveu o “potencial”, resolveu chamá-lo para se juntar aos SEES.